# 豺狼之日 (電視劇)
《豺狼之日》（英語：The Day of the Jackal）是一部英國間諜驚悚電視影集，改編自弗雷德里克·福赛思的1971年小說。影集由羅南·班尼特擔任主創，克里斯多福·霍爾監製，艾迪·瑞德曼及拉莎娜·林區主演。影集第一季2024年11月於天空大西洋台開播，美國於孔雀串流播出。同月，該劇獲第二季續訂。
《豺狼之日》在評論界取得普遍好評，並提名兩項金球獎，即最佳戲劇類影集與劇情類劇集最佳男主角（瑞德曼）。

## 劇情前提
《豺狼之日》是1971年同名小說的現代演繹版，講述英國冷血殺手「豺狼」與情報員展開貓捉老鼠的故事。

## 演員

### 主要
- 艾迪·瑞德曼飾演「豺狼（英语：Jackal (The Day of the Jackal)）」：善於易容且使用各種化名的國際殺手。
- 拉莎娜·林區飾演碧安卡·普曼（Bianca Pullman）：前警官兼槍械專家，軍情六處303部門探員，負責追捕豺狼。
- 烏蘇拉·可貝蘿飾演紐芮亞（Nuria）：豺狼的西班牙妻子，稱丈夫為「查爾斯·卡索普」（Charles Calthrop），與他育有一子——卡利托。
- 卓克·伊烏哲飾演歐席塔·哈克羅（Osita Halcrow）：軍情六處303部門高官，碧安卡的直屬上司。
- 卡里德·阿布達拉（英语：Khalid Abdalla）飾演烏勒·達格·查爾斯（Ulle Dag Charles）：億萬富翁科技企業家兼社運人士，豺狼的目標。
- 莉亞·威廉斯（英语：Lia Williams）飾演伊莎貝爾·柯比（Isabel Kirby）：軍情六處副參謀長，碧安卡和哈克羅的上司。
- 埃莉諾·松浦（英语：Eleanor Matsuura）飾演吉娜·詹森（Zina Jansone）：豺狼與其雇主溫索普之間的聯絡人。
- 蘇勒·里米（Sule Rimi）飾演保羅·普曼（Paul Pullman）：學術講師，也是碧安卡分居的丈夫。
- 班·霍爾（Ben Hall）飾演戴米安·理查森（Damian Richardson）：軍情六處303部門探員，碧安卡的同事。
- 喬霍·歐尼爾（英语：Jonjo O'Neill (actor)）飾演愛德華·卡佛（Edward Carver）：軍情六處內部的「調解員」，負責調查303部門的疑似洩密事件。
- 查尔斯·丹斯飾演提摩西·溫索普（Timothy Winthrop）：強勢的金融家，也是豺狼的烏勒案雇主。
- 尼克·布魯德飾演文森·派恩（Vincent Pyne）：軍情六處保護探員、前警官兼國家打擊犯罪調查局官員，碧安卡的老友。

### 常駐
- 弗洛里薩·卡馬拉（Florisa Kamara）飾演潔絲敏·普曼（Jasmine Pullman）：碧安卡與保羅之女。
- 凱特·迪克（英语：Kate Dickie）飾演愛莉森·史托克（Alison Stoke）：碧安卡在北愛爾蘭的秘密線人。
- 普琪·拉加德（Puchi Lagarde）飾演瑪麗莎（Marisa）：紐芮亞之母。
- 強·阿里亞斯（Jon Arias）飾演奧法羅（Alvaro）：紐芮亞的兄弟。
- 帕特里克·奧肯（英语：Patrick O'Kane）飾演賴瑞·史托克（Larry Stoke）：愛莉森之夫，與效忠派準軍事組織相關的罪犯。
- 克里斯蒂·邁耶爾（Christy Meyer）飾演蕾諾拉·博格斯（Leonora Boggs）：溫索普的同謀。

### 客串
- 理查德·多莫（英语：Richard Dormer）飾演諾曼·史托克（Norman Stoke）：賴瑞的兄弟，豺狼的槍匠（英语：Gunsmith），前阿爾斯特志願軍成員。
- 亞當·詹姆士（英语：Adam James (actor)）飾演傑若米·懷特洛克（Jeremy Whitelock）：外交大臣。
- 傑拉德·凱恩斯飾演蓋瑞·考伯（Gary Cobb）：英國陸軍特種部隊士兵，豺狼的觀測員。

## 劇集
| 集數 | 標題   | 導演                | 編劇                | 首播日期       | 美國播出日期   |
| --- | ------ | ------------------- | ------------------- | -------------- | -------------- |
| 1 | 第1集  | 布萊恩·寇克         | 羅南·班尼特         | 2024年11月7日  | 2024年11月7日  |
| 殺手「豺狼」策劃了一次假旗襲擊，打傷了德國極右翼政客曼佛·費斯的兒子伊萊斯·費斯。當引出曼佛·費斯前往醫院時，豺狼用創紀錄的遠距離狙擊步槍將他射殺。軍情六處（MI6）槍械專家碧安卡·普曼發現豺狼使用了帶有可折疊槍管的定製狙擊步槍。她推測該武器是由北愛爾蘭槍匠諾曼·史托克製造。與此同時，一位匿名人士向豺狼提出了1000萬美元的報酬。在與聯絡人吉娜·詹森的面對面會面中，了解到目標是億萬富翁烏勒·達格·查爾斯；目標即將發布一項名為「河流」（River）的創新技術。豺狼要求1億美元來殺死如此引人注目且受到嚴密保護的目標。豺狼回到妻子紐芮亞身邊後，委託暗殺曼佛·費斯的人拒絕付錢。與此同時，碧安卡試圖強迫在貝爾法斯特的聯絡人愛莉森尋找諾曼。碧安卡遭拒後，逮捕了愛莉森的社運人士女兒艾瑪。當艾瑪在拘留期間心臟停止而亡。                                                                                          |        |                     |                     |                |                |
| 2 | 第2集  | 布萊恩·寇克         | 羅南·班尼特         | 2024年11月7日  | 2024年11月14日 |
| 碧安卡掩蓋了艾瑪之死，繼續逼愛莉森找人。豺狼以化名「查爾斯」在西班牙的家中與紐芮亞和兒子卡利托一起度過時光。但當他收到有關費斯暗殺案扣留款項來源的線索時，急忙提前離家。紐芮亞把丈夫送到機場後，卻在銀行前發現了坐在計程車上的他，導致她認為丈夫有外遇。在慕尼黑，豺狼再次與吉娜見面；吉娜確認雇主提摩西·溫索普已同意了豺狼的條件，但暗殺必須在烏勒啟動河流之前的一個月內完成。豺狼後來發現，伊萊斯就是僱用自己暗殺曼佛·費斯的人。與此同時，碧安卡在繼續調查殺手的過程中，推測豺狼是英國人，曾是英國陸軍士兵。愛莉森獲得了諾曼的電話號碼，碧安卡被派往白俄羅斯逮捕他。但行動出了差錯，諾曼在逃跑前殺死了碧安卡的兩名同事，使她相信對方早獲通風報信。 |        |                     |                     |                |                |
| 3 | 第3集  | 布萊恩·寇克         | 羅南·班尼特         | 2024年11月7日  | 2024年11月14日 |
| 碧安卡使用從諾曼所在地找到的一個手提箱，證明對方製造了一把可通過海關走私的折疊式狙擊步槍。上司伊莎貝爾·柯比和奧西塔·哈克羅讓她繼續調查。軍情六處調解員卡佛開始調查白俄羅斯洩密事件的源頭，碧安卡、她的同事戴米安、柯比和哈克羅都受到懷疑。在德國，豺狼打給紐芮亞，紐芮亞質問他是否外遇。豺狼否認，但紐芮亞仍心存疑慮。紐芮亞在母親和兄弟的幫助下，搜查了豺狼的書房。他們發現了一座隱藏的保險庫。愛莉森和丈夫賴瑞抵達倫敦確認艾瑪的屍體。愛莉森憤怒地斥責碧安卡，而賴瑞則接到兄弟諾曼的來電，了解了他發生的事。當賴瑞得知愛莉森是內姦後襲擊了她。豺狼潛入曼佛的葬禮，綁架了伊萊斯並與他對峙，最後開槍將其打死。紐芮亞和家人闖入了第二座隱藏的保險庫，房裡有現金、武器和豺狼的臉部模型，而豺狼離開德國時透過隱藏監視器得知了此事。                                                                       |        |                     |                     |                |                |
| 4 | 第4集  | 安東尼·菲利普森（Anthony Philipson） | 羅南·班尼特         | 2024年11月7日  | 2024年11月14日 |
| 豺狼從慕尼黑經法國返回時，遭遇了一場小車禍，被迫殺死一名駕駛者和一名警察以逃脫。軍情六處意識到豺狼再次被雇用，但不知道目標的身份。碧安卡發現，唯一有能力開槍的是英國陸軍老兵亞歷山大·杜根，被報告死於2013年阿富汗的簡易爆炸裝置爆炸。豺狼說服紐芮亞和自己一起去巴黎，聲稱自己是從事商業間諜的問題排錯者，贏得了她的信任。同時，賴瑞殺死了愛莉森，並將碧安卡引入了陷阱。她在保護探員文森·派恩的幫助下逃脫，並要求將文森重新分配到她的團隊中。碧安卡回到家發現賴瑞已把她的女兒潔絲敏扣為人質，於是開槍打傷了賴瑞，並制伏了他。豺狼抵達塔林開始準備工作，在勘察烏勒的河流發表場地時差點摔死。回到飯店房間後，他發現吉娜已找到了自己。 |        |                     |                     |                |                |
| 5 | 第5集  | 安東尼·菲利普森     | 潔西卡·西尼亞德（Jessica Sinyard） | 2024年11月7日  | 2024年11月14日 |
| 在塔林，豺狼被迫將吉娜納入計畫。在西班牙，紐芮亞對丈夫的故事越來越懷疑。豺狼聯絡諾曼，以製造一把武器來暗殺烏勒。但諾曼在逃離碧安卡時受傷，豺狼前往布達佩斯協助組裝槍枝。他們利用3D列印機製造了武器，並將其藏在健行靴中。諾曼承認，軍情六處有人幫自己逃跑。回到倫敦，在賴瑞遭受襲擊後，碧安卡的丈夫及女兒離家出走。碧安卡和文森折磨賴瑞，逼對方找到諾曼。當碧安卡得知他在布達佩斯時，還發現烏勒是豺狼的目標。軍情六處追蹤諾曼的位置，令碧安卡和文森特抵達布達佩斯。豺狼看到他們接近諾曼的工作室並警告他，但諾曼最終被抓住。豺狼為掩蓋其蹤跡被迫槍殺諾曼，然後從碧安卡的追捕中僥倖逃脫。當他躲在穀倉裡時被一名農民打暈。 |        |                     |                     |                |                |
| 6 | 第6集  | 保羅·威爾斯赫斯特   | 查爾斯·康明         | 2024年11月14日 | 2024年11月21日 |
| 豺狼被農民阿提拉俘虜，阿提拉及其兄弟賈博打算將他交給警方以換取報酬。豺狼殺死了他們，然後劫持農場工人拉茲洛為人質逃跑。碧安卡的團隊得知此事並開始調查。豺狼打給紐芮亞，承認自己可能無法回家。她主動提出來布達佩斯幫他。烏勒正在為河流的推出做準備，雖然面臨董事會的反對，但對此置之不理。回到布達佩斯後，豺狼來到市區後下車，但沒有殺死拉茲洛，並威脅對方保持沉默。紐芮亞抵達城市，幫助豺狼將自己偽裝成坐輪椅的長者以通過海關。在飛往塔林的航班上，他坐在碧安卡後面。到達塔林後，豺狼引誘了之前在河流發表會會場結識的工作人員雷斯蒙斯。 |        |                     |                     |                |                |
| 7 | 第7集  | 保羅·威爾斯赫斯特   | 夏姆·波帕特（Shyam Popat）     | 2024年11月21日 | 2024年11月28日 |
| 豺狼請求吉娜幫忙處理碧安卡和文森。吉娜派出一支俄國殺手在英國大使館外襲擊他們，但反被碧安卡和文森殺死。紐芮亞的兄弟奧法羅從豺狼的金庫中拿走了一大筆錢和一把槍用於一筆酒吧收購，被豺狼在監視器中秘密觀察著。豺狼冒充建築工程師，繼續欺騙雷斯蒙斯以進入會場。一名警官透過肖像認出了豺狼，使碧安卡和文森突襲了他先前預定的爱彼迎民宿，但撲了空。豺狼潛入會場，使用雷斯蒙斯提供的建築平面圖尋找藏身處，並在烏勒的保全團隊提前兩天封鎖建築物之前藏身於此。在等待的過程中，他回憶起了結識紐芮亞的過往。河流發表會開始時，豺狼就位並開槍。但就在他獲得機會的前幾秒，另一名殺手試圖射殺烏勒，破壞了豺狼的機會；烏勒僥倖逃脫。他逃離了會場，但被雷斯蒙斯認出。豺狼被迫在離開現場之前殺了他。 |        |                     |                     |                |                |
| 8 | 第8集  | 保羅·威爾斯赫斯特   | 羅南·班尼特         | 2024年11月28日 | 2024年12月5日  |
| 據透露，另一名殺手是烏勒保全團隊的成員。事後，烏勒仍未放棄河流，溫索普也打算繼續行動。碧安卡回到調查亞歷山大·杜根。柯比遊說外交大臣傑若米·懷特洛克解密杜根的陸軍檔案。紐芮亞看到豺狼肖像的新聞廣播，並打給他，才發現丈夫就是那名殺手。碧安卡去監獄探望賴瑞，但賴瑞在她面前自殺。哈克羅因涉嫌內姦而被卡佛拘留。在過去的片段中，豺狼被揭露為杜根，是在阿富汗逮捕並消滅塔利班領導人的頂尖狙擊手。亞歷山大和觀察員蓋瑞前往賽普勒斯，在英國控制的亞克羅提利軍事基地進行自由暗殺。杜根的小隊逮捕塔利班高級領導人的行動出了岔子，對參加婚禮的人們展開屠殺並掩蓋了行動。杜根對他們的戰爭罪行感到厭惡，於是利用汽車炸彈殺死了隊友們，只留下蓋瑞，並決定一起假死。 |        |                     |                     |                |                |
| 9 | 第9集  | 阿努·梅農           | 羅南·班尼特         | 2024年12月5日  | 2024年12月12日 |
| 豺狼返回克羅埃西亞，觀察烏勒島上家園的保全；吉娜質問他在塔林的失敗。回到西班牙後，豺狼向紐芮亞承認自己是殺手，並承諾在烏勒案後金盆洗手。奧瓦羅為豺狼和當地黑幫吉米安排了一次商業面談。紐芮亞鑑於吉米的聲名狼藉而感到恐慌；豺狼從遠處射殺了吉米。柯比突然結束了豺狼的調查，激怒了碧安卡。哈克羅仍然受到卡佛的懷疑。碧安卡在與保羅和解失敗後，看到吉米死亡的報導激起了好奇心。豺狼前往克羅埃西亞，在海上埋伏著晨泳的烏勒。他殺死了烏勒的保全人員，並成功開槍打死了他，然後逃離了該地區。 |        |                     |                     |                |                |
| 10 | 第10集 | 阿努·梅農           | 羅南·班尼特         | 2024年12月12日 | 2024年12月12日 |
| 河流被無限期停止，碧安卡退出軍情六處，但柯比要她回來以地下行動的方式刺殺豺狼。柯比實際上在受命於懷特洛克，懷特洛克正與溫索普秘密合作。豺狼在試圖離開克羅埃西亞時劫持了多輛車，身上多處受傷，最後綁架了一對老年夫婦。當夫婦試圖制伏他時，他被迫殺死他們。碧安卡和文森監視著豺狼的西班牙莊園。紐芮亞意識到母子不再安全，於是放棄了房子，帶著卡利托遠走高飛。豺狼回到家，發現他們失蹤。在家中，持槍的奧瓦羅嚇到了碧安卡和文森，而遭文森殺死。豺狼殺死了文森，並與碧安卡對質；雙方對峙之際，碧安卡被豺狼射殺。豺狼逃離房屋後遭到溫索普手下開車襲擊。事後，柯比晉升為局長，但哈克羅透過碧安卡的最後一條簡訊意識到了柯比的真面目。在布達佩斯，受傷的豺狼遇到了吉娜，吉娜也逃脫了一次刺殺。她透露了烏勒案的雇主為溫索普，溫索普不但賴帳，還打算除掉她與豺狼。豺狼同意報仇，但找到紐芮亞和卡利托才是當務之急。 |        |                     |                     |                |                |

## 製作

### 發展
嘉年華影視與天空及孔雀對此專案的合作於2022年11月對外宣布。羅南·班尼特擔任編劇及節目統籌，布萊恩·寇克擔任首席導演，其次是安東尼·菲利普森（Anthony Philipson）、保羅·威爾斯赫斯特和阿努·梅農。查爾斯·康明、潔西卡·西尼亞德（Jessica Sinyard）與夏姆·波帕特（Shyam Popat）於2022年7月加入編劇室。克里斯多福·霍爾擔任全集數的監製。艾迪·瑞德曼、拉莎娜·林區、羅南·班尼特、蓋瑞斯·尼姆、奈傑爾·馬夏爾（Nigel Marchant）和瑪麗安娜·巴克蘭（Marianne Buckland）擔任執行製片人。該劇是對原作小說的重新構思，故事背景改成了現代，被瑞德曼描述為「完全不同的作品」，「經過重新構思並與新目標同步」。該劇還更深入塑造主角豺狼；瑞德曼表示，之選擇此項目是因為「花適當的時間來研究這個謎團的想法對我來說是快好餅」。
2024年11月22日，影集獲第二季續訂。

### 選角
瑞德曼於2023年3月被媒體透露將加入演出陣容。2023年6月，林區加入演出陣容。2024年2月其餘演出陣容公布，包括烏蘇拉·可貝蘿、查爾斯·丹斯、理查德·多莫和卓克·伊烏哲。

### 拍攝
該劇於2023年6月開始拍攝，橫跨四國取景，預計持續七個月。拍攝在匈牙利布達佩斯及其周邊地區展開。拍攝於2023年7月在維也納進行。劇組2023年秋季在克羅埃西亞拍片。當地取景包括里耶卡、帕島、奧帕蒂亞和伊斯特拉中部地區。豺狼飯店的外部鏡頭取自拉巴克。

## 發行
《豺狼之日》第一季10集於2024年11月7日首播，英國在天空和Now上播出，美國透過孔雀播出。NBC環球傳媒集團負責在非天空市場的國際發行該劇，合作對象如Foxtel（澳大利亞）、Showcase（加拿大）、JioCinema（印度）、Showmax（非洲）、TVNZ+（紐西蘭）、Disney+（拉丁美洲）和SkyShowtime（歐洲）。第一季隨後的劇集每週發布一次，12月12日完結。NBC在網路上免費播放該劇的其餘劇集，但2024年12月30日仍在美國電視台播出了該試播集。
《豺狼之日》在台灣透過Max發行，而香港則上線於Apple TV+。

## 外部連結
- 互联网电影数据库（IMDb）上《豺狼之日》的资料（英文）